# معاملة المثليين في النمسا
تطورت حقوق المثليات والمثليين ومزدوجي التوجه الجنسي والمتحولين جنسياً (اختصاراً: LGBT) في النمسا وازدهرت ونمت بشكل كبير خلال القرن 21.
فكل من النشاط الجنسي المثلي بين الذكور وبين الإناث قانوني في النمسا. وتم السماح بالشراكات المسجلة في عام 2010، مما منح الشركاء المثليين بعض حقوق الزواج. كما تم تقنين تبني أحد الشريكين للطفل البيولوجي للشريك الآخر في عام 2013، في حين تم تقنين التبني المشترك بالكامل من قبل المحكمة الدستورية في النمسا في يناير/كانون الثاني عام 2015 ودخل الحكم القضائي حيز التنفيذ في يناير/كانون الثاني عام 2016. وفي 5 ديسمبر 2017، حكمت المحكمة الدستورية في النمسا بتشريع زواج المثليين، ودخل الحكم حيز التنفيذ في 1 يناير 2019.
بالرغم من أن الدولة لاتزال متأثرة بالكنيسة الرومانية الكاثوليكية، إلا أنها أصبحت أكثر ليبرالية من ناحية قوانينها ومن ناحية الرأي العام فيما يتعلق بالتوجه الجنسي والهوية الجندرية. في يونيو 2019، أصبحت وزيرة التربية والتعليم والعلوم والبحوث إيريس إليسا راوسكالا أول وزيرة في الحكومة تعلن عن كونها مثلية الجنس.

## القوانين المتعلقة بالنشاط الجنسي المثلي
أصبحت العلاقات الجنسية المثلية قانونية منذ عام 1971. تم تحقيق التساوي في السن القانوني للعلاقات الجنسية المغايرة والعلاقات الجنسية المثلية في عام 2002 عبر قرار محكمة من سن 18 إلى سن 14 من العمر.

## الاعتراف القانوني بالعلاقات المثلية

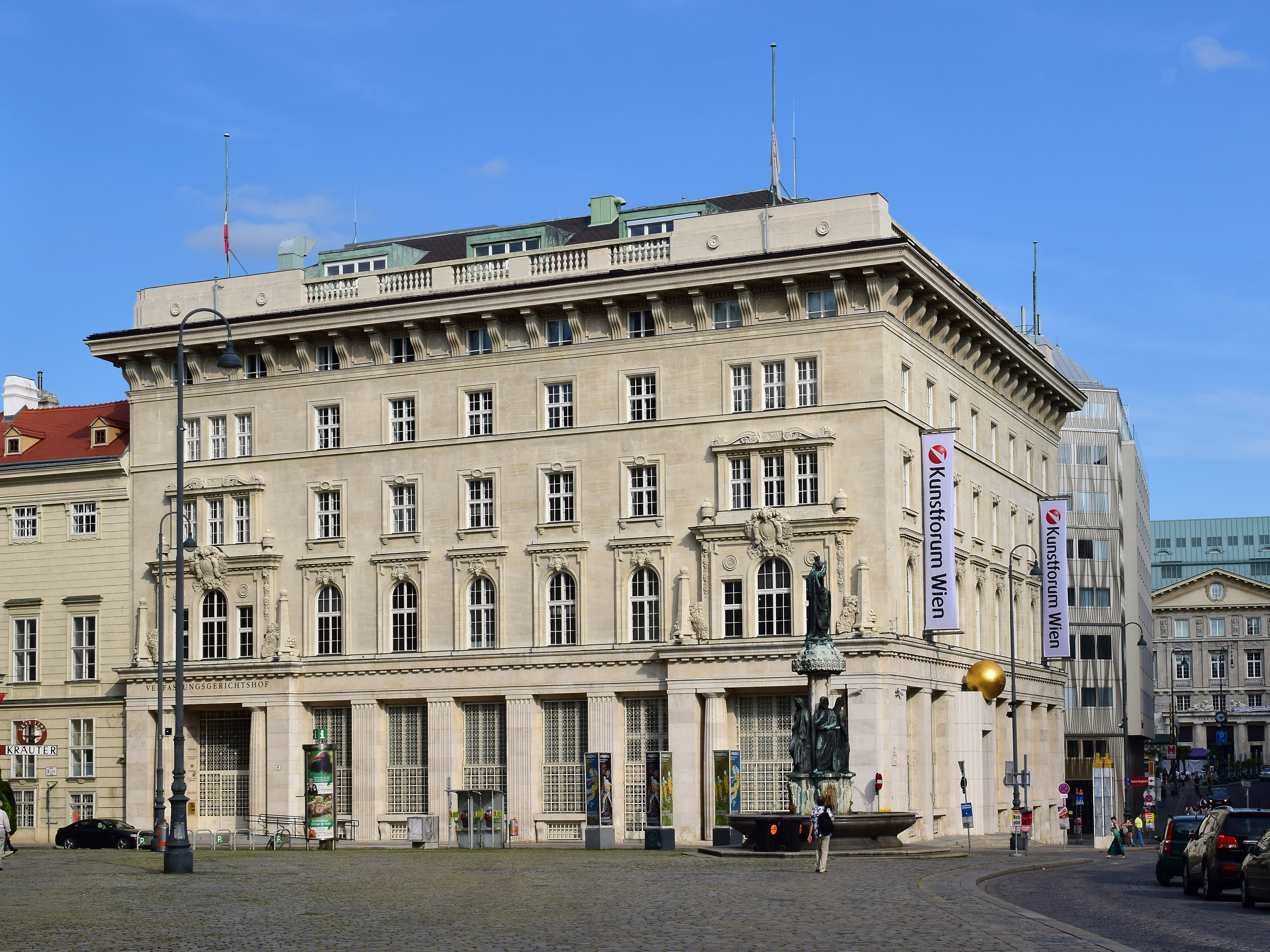
قامت المحكمة الدستورية في النمسا (Verfassungsgerichtshof) بالحكم في عديد القضايا والقرارات المهمة المتعلقة بحقوق المثليين، بما فيها حكم عام 2017، والذي قنن زواج المثليين.

عقب الحكم الصادر عن المحكمة الأوروبية لحقوق الإنسان في قضية «كارنر ضد النمسا» عام 2003، تم منح الشركاء المثليين المتساكنين معا الحقوق ذاتها الممنوحة للشركاء المغايرين ممن يعيشون معاً.
أصبحت الشراكات المسجلة التي تم التخطيط لها في الأصل منذ عام 2007، قانونية في النمسا منذ 1 يناير 2010.
قبل أن تشرع المحكمة الدستورية في النمسا زواج المثليين، لم تقم الحكومة بتشريعه وذلك بسبب معارضة حزب الشعب النمساوي (ÖVP). إلا أن حزب الخضر كان قد طرح مشروع قانون حول ذلك في البرلمان، كما تم إنشاء مبادرة لمواطنين عام 2015 بعنوان «المساواة في الزواج!» (بالألمانية: Ehe Gleich!) بهدف جمع تواقيع لدفع البرلمان للنظر في تشريع زواج المثليين، كما قاموا برفع دعوى متحدين القانون الحالي، إلا أن محكمة ابتدائية كانت قد رفضتها. A جرى الاستماع لدعوى قضائية ثانية بتاريخ 21 مارس 2016 في لينز. ولكن رفضت محكمة الدعوى الثانية أيضاً في 15 أبريل 2016ً.
في 5 ديسمبر 2017، ألغت المحكمة الدستورية في النمسا الحظر المفروض على زواج المثليين باعتباره غير دستوري. ودخل الحكم حيز التنفيذ في 1 يناير 2019، على الرغم من السماح للمدعين في القضية بالزواج قبل ذلك التاريخ. في يناير عام 2018، قال مستشار النمسا الجديد عن حزب الشعب النمساوي (ÖVP)، سيباستيان كورتس، على شاشة التلفزيون الوطني أن حكومته الجديدة ستحترم حكم المحكمة الدستورية وأن زواج المثليين سيصبح قانونيا في النمسا في 1 يناير 2019.

## التبني وتنظيم الأسرة
حكمت المحكمة الأوروبية لحقوق الإنسان بتاريخ 19 فبراير عام 2013 في قضية X وآخرون ضد النمسا" بأنه يحق لكل شريك في علاقة مثلية الحق بتبني الطفل/الطفلة البيولوجية للشريك الآخر. أصدر البرلمان النمساوي في 4 يوليو 2013 قانوناً حكوميا يسمح بتبني أحد الشريكين للطفل البيولوجي للشريك الآخر. ودخل القانون حيز التنفيذ بتاريخ 1 أغسطس 2013.
حكمت المحكمة الدستورية في النمسا في يناير 2015 أن القوانين الموجودة حول التبني غير دستورية وأمرت بتغييرها بحلول 31 ديسمبر 2015 للسماح بالتبني المشترك لشركاء المثليين. أعلن وزير العدل النمساوي في 30 أكتوبر 2015 عن إلغاء الحظر المطبق بدءاً من 1 يناير 2016، ما يسمح لقرار المحكمة بأن يُلغي الحظر المفروض على التبني المشترك للشركاء المثليين بصورة تلقائية.
كما ويسمح للشريكات من المثليات بالوصول إلى أطفال الأنابيب والتلقيح الصناعي.
في أكتوبر 2018، في قضية تتعلق بقضايا التبني بعد انتهاء العلاقة، قضت المحكمة الدستورية النمساوية بأنه يجب معاملة الأزواج والشركاء المثليين مثل معاملة الأزواج المغايرين. قررت أنه ينبغي الاعتراف بالأم غير البيولوجية تمامًا كوالد، من خلال التبني، والتمتع بنفس الحقوق والعلاج والالتزامات التي يتمتع بها الأب، حتى لو انفصل الزوجان. يجب مراعاة مصلحة الأطفال وضمانها في كل عملية تبني، ويجب معاملة الأزواج المثليين والأزواج المغايرين بنفس الطريقة.

## الهوية الجندرية والتعبير عنها
يُسمح للمتحولين جنسياً في النمسا بتغيير جنسهم القانوني واسمهم ليتماشوا مع هويتهم الجندرية. وهم ليسوا ملزمين قبل ذلك بإجراء جراحة إعادة تحديد الجنس.

## حقوق ثنائيي الجنس
في 14 مارس 2018، حكمت المحكمة الدستورية في النمسا بشكل مبدئي بأن الأشخاص ثنائيي الجنس، الذين هم من الناحية البيولوجية ليسوا ذكراً أو أنثى، يمكنهم اختيار أن يتم تسجيل أنفسهم في سجل المواليد إلى «إنتر» "inter"، «آخر» "other" أو "X" أو تركها فارغة. حكمت المحكمة أيضا أن التدخلات الطبية التعسفية بحق الأشخاص ثنائيي الجنس غير دستورية ويجب تجنبها قدر الإمكان. في مايو 2019، نتيجة للحكم، تم إصدار الناشط النمساوي في حقوق ثنائيي الجنس أليكس يورغن وثائق تتضمن خيار جنس ثالث. وحكمت بأنه يمكن القيام بالتدخلات الطبية في حالات نادرة قسوى كالخطر على الحياة. صدر الحكم النهائي في 29 يونيو 2018 ودخل حيز التنفيذ مباشرة.

## الحماية من التمييز

خريطة النمسا مع علم فخر المثليين

أصبح قانون العمل الاتحادي قانوناً لمكافحة التمييز على أساس التوجه الجنسي منذ عام 2004، وذلك بهدف متابعة تنفيذ تشريعات الاتحاد الأوروبي التي تحظر التمييز على ذلك الأساس. الهوية الجندرية ووضع ثنائية الجنس ليسا مشمولان بشكل واضح، ولكن يندرجان تحت نوع اجتماعي («الجندر»). في يناير 2017، أصبحت النمسا السفلى (بالألمانية: Niederösterreich) آخر ولاية نمساوية (بالألمانية: Bundesländer) تقوم بتحيين قوانينها الخاصة بمكافحة التمييز لتشمل حظر التمييز في توزيع السلع والخدمات على أساس التوجه الجنسي، بعد أن قامت كل الولايات الأخرى بذلك من قبل.
كما يتطلب قانون أمن الشرطة لعام 1993 من الشرطة الامتناع عن أية أعمال من شأنها أن تخلق انطباعاً بوجود انحياز أو التي يمكن أن يُنظر إليها كتمييز على أساس التوجه الجنسي. لدى فيينا قانون حماية الشباب منذ عام 2002، كما تبنت مدينة بلودنز عام 1998 إعلانا رمزيا لعدم التمييز والذي تضمن التمييز على أساس التوجه الجنسي. يضمن دستور النمسا الاتحادي نظرياً الحماية لجميع المواطنين بشكل متساوي ولكن بينت عدة أحكام أصدرتها المحكمة الدستورية أن ذلك هذه الحماية لايتم دوما تطبيقها لا.
في عام 2015، وافق البرلمان النمساوي على تعديلات على القانون الجنائي، يحظر جرائم الكراهية وخطابات الكراهية على أساس التوجه الجنسي. ودخلت التغييرات حيز التطبيق في 1 يناير 2016.

## الخدمة العسكرية
تسمح النمسا للمثليات والمثليين ومزدوجي التوجه الجنسي المتحولين جنسيا بالخدمة علنا في القوات المسلحة النمساوية.
كما تسمح النمسا للمتحولين جنسيا بالخدمة بشكل علني في قواتها المسلحة.
وبحسب ما ورد من تقارير كانت سياسة الإدراج هذه لاتزال سارية المفعول في عام 2018.

## علاج التحويل
في يونيو ويوليو 2018، انتقدت منظمة المثليين هوسي سالزبورغ (بالألمانية: HOSI Wien) الرابطة المسيحية المحافظة "" (بالألمانية: Teen STAR) بسبب ادعائها أن "المثلية الجنسية تعتبر مشكلة هوية و "انحرافا". قدمت المجموعة دروسًا في علاج التحويل للقاصرين من خلال تعليمهم أن التوجه الجنسي كانت "قابلة للتغيير" من خلال مجموعة من العلاجات، ومجموعات المساعدة الذاتية والرعاية الكنسية، وفقًا لما أوردته جريدة "سالزبورغ ناخريختن" (بالألمانية: Salzburger Nachrichten). تقدم عضو المجلس الوطني ماريو ليندنر (عن الحزب الديمقراطي الاجتماعي النمساوي) بطلب برلماني إلى وزير التعليم السابق هاينز فاسمان بشأن هذه المزاعم؛ تم طرح سؤال برلماني آخر من قبل عضو المجلس الوطني إيفا دزيدزيتش (عن حزب الخضر - البديل الخضر). في أكتوبر 2018، حظرت مديرية التعليم في سالزبورغ ورش عمل منظمة "تينستار" حتى نتيجة المراجعة. على الرغم من أن وزارة التعليم أعلنت فرض حظر على الجمعية، وبأن مرسومًا سينشر بحلول عيد الميلاد 2018، ولكن وحتى فبراير 2019، لم يتم نشر أي مرسوم، وواصلت منظمة "تينستار" العمل في المدارس. في أبريل، تم حظر أشغال الجمعية.
في ديسمبر 2018، تم تقديم قرار يدعو إلى فرض حظر على علاج التحويل على القاصرين إلى البرلمان من قِبل ماريو ليندنر، المتحدث باسم المعاملة المتساوية في الحزب الديمقراطي الاجتماعي النمساوي. تم في البداية منع التصويت وتأخيره من قبل ائتلاف حزب الشعب النمساوي وحزب الحرية النمساوي الحاكم. ومع ذلك، في يونيو 2019، وافق المجلس الوطني على القرار. صوت كل من الحزب الديمقراطي الاجتماعي النمساوي، «نيوس - منتدى النمسا الليبرالي الجديد»، «قائمة الآن»، والعضوين المستقلين وحزب الشعب النمساوي لصالح القرار، في حين صوت حزب الحرية النمساوي ضده. يدعو القرار حكومة النمسا إلى «أن تقدم فوراً إلى المستشار الاتحادي مشروع قانون حكومي يحظر استخدام علاج التحويل والعلاجات التعويضية على القاصرين» عن طريق تحديد موعد نهائي قبل الصيف.

## ظروف الحياة

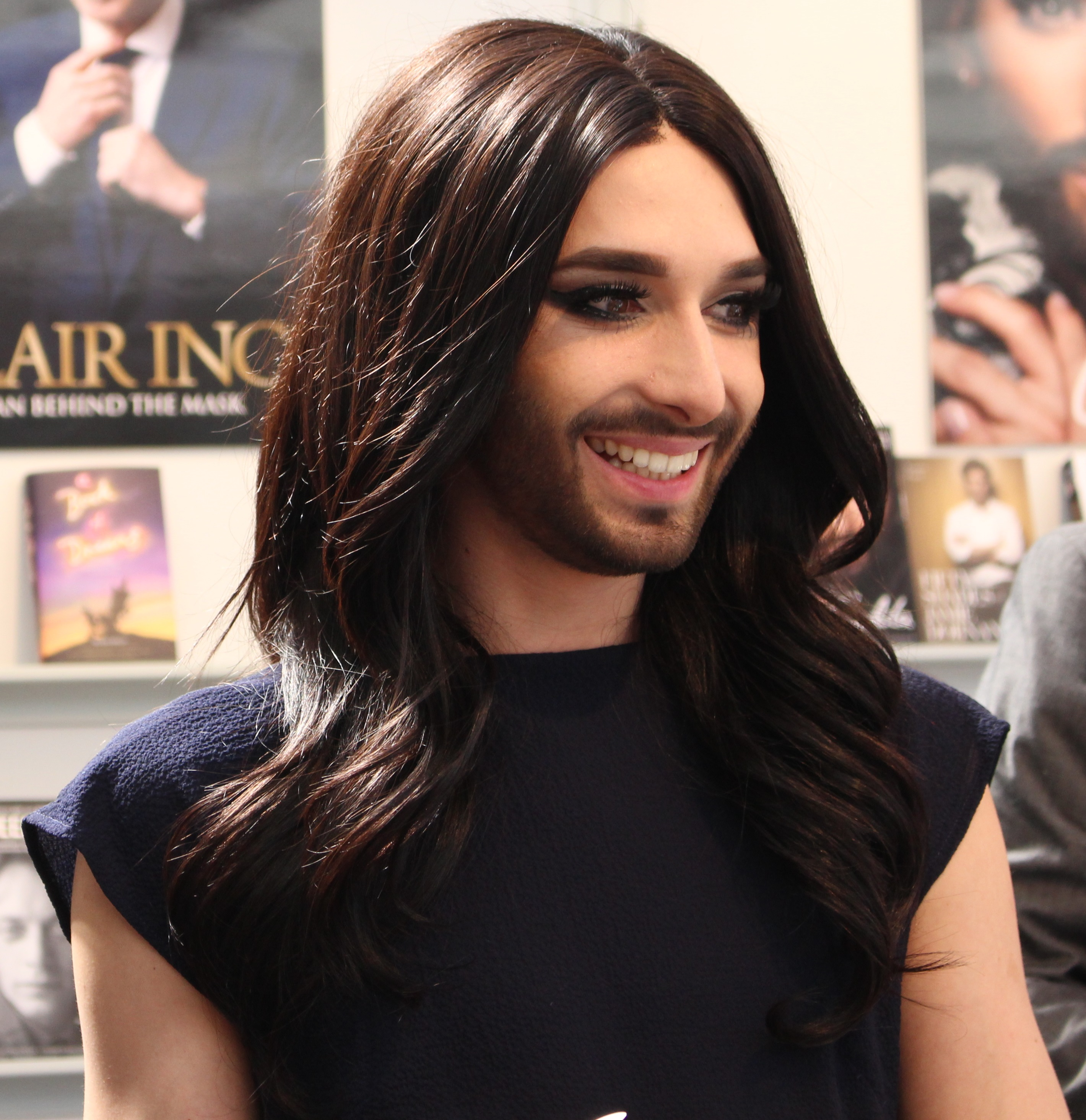
المؤدي بلباس امرأة والمغني النمساوي كونشيتا فورست والذي فاز بمسابقة الأغنية الأوروبية (دورة عام 2014) مع نجاح أغنيته الشهيرة «Rise like a Phoenix»

### السياسة
في عام 1995، قامت المحكمة الدولية لحقوق الإنسان بتشجيع النقاش السياسي حول التمييز ضد واضطهاد المثليين في النمسا. جرت أول مناقشات برلمانية رئيسية حول هذه القضية بعد ذلك، بدأها حزب المنتدى الليبرالي (LIF) الذي كان يقوم بحملة قوية ضد التمييز ضد المثليين جنسياً، والذي كان موجوداً في ذلك الوقت من خلال القسم 209 من قانون العقوبات النمساوي، وكما كان يدعو للمساواة الكاملة في المعاملة أيضاً. بما في ذلك الزواج والتبني. يحدد القسم 209 سن أعلى قانوني للموافقة على العلاقات الجنسية بين الرجال المثليين، في سن 18 (بدلا من 14 لمغايري الجنس والمثليات). أظهر الحزب الديمقراطي الاجتماعي النمساوي (SPÖ) وحزب الخضر - البديل الخضر في ذلك الوقت دعمًا لمسألة المعاملة المتساوية للأزواج من نفس الجنس.
بعد أن لم ينجح المنتدى الليبرالي بتحصيل 4% من نسب التصويت في انتخابات عام 1999، مامنعه من دخول البرلمان، بدأ الحزب الديمقراطي الاجتماعي النمساوي وحزب الخضر - البديل الخضر في تبني هذه القضية أكثر. اتخذ الحزب الديمقراطي الاجتماعي النمساوي قرارا بشأن مسألة المعاملة المتساوية للشركاء المثليين في اتفاقية الحزب الاتحادي التي تصدر مرتين في السنة. واقترحوا نموذجا للشراكة المسجلة (بالألمانية: Eingetragene Partnerschaft) بما في ذلك تبني أحد الشريكين للطفل البيولوجي للشريك الآخر. واقترح حزب الخضر - البديل الخضر النمساوي في عام 2004 ميثاق التضامن المدني (بالألمانية: Zivilpakt) كنموذج يشبه إلى حد ما اقتراح الحزب الديمقراطي الاجتماعي.
ومع ذلك، كان التقدم مرئيا إلى حد محدود. ومنذ عام 1998، أقرت النمسا بالحق في عدم الشهادة ضد الشريك إذا كان الشريك من نفس الجنس، بالصيغة المعدلة في القانون الجنائي. في يونيو/حزيران 2002، ألغت المحكمة الدستورية في النمسا المادة 209 من القانون الجنائي، والتي أدت إلى إدخال القسم 207b كبديل، قام بوضعه ائتلاف الأحزاب المحافظة اليمينية حزب الشعب النمساوي وحزب الحرية النمساوي. خفضت المادة 207ب سن القبول للجميع بغض النظر عن الميول الجنسية إلى 14 مع ترك فارق عمري لايزيد عن 3 سنوات. كما يحظر «إفساد» قاصر يقل عمره عن 16 سنة لإقامة علاقات جنسية معه. في أعقاب قرار المحكمة الأوروبية لحقوق الإنسان لعام 2003 في قضية «كارنر ضد النمسا» أصبح يحق للشركاء المثليين المتساكنين الحصول على نفس الحقوق التي يتمتع بها الشركاء غير المتزوجين المغايرين المتساكنين. في عام 2005، قام حزب الخضر بحملة مكثفة لإقرار الشراكة المسجلة خلال حملة الانتخابات في فيينا في عام 2005. في 26 يوليو 2006، عقد أول زواج مثلي قانوني، عندما سمح لأنجيلا فراسل، وهي امرأة متحولة جنسياً لديها طفلين، من قبل المحكمة الدستورية في النمسا، بتغيير جنسها القانوني إلى أنثى وسمح لها بالبقاء متزوجة من زوجتها.
كانت وزيرة العدل آنذاك كارين غاستنغر، وهي عضو سابق في حزب يمين الوسط التحالف من أجل مستقبل النمسا، قد دافعت من أجل حصول الشركاء المثليين والمثليات على حقوق في عقارات والرعاية الطبية شركائهم في كانون الأول/ديسمبر 2005. إلا أن محاولتها لم تنجح في نهاية المطاف.
لم يكن من المعتقد أن ائتلاف المحافظين والديمقراطيين الاجتماعيين الذي تشكل في عام 2007 سوف يسفر عن خطوات رئيسية نحو المزيد من المساواة بسرعة للشركاء المثليين. على الرغم من أن وزيرة العدل آنذاك ماريا بيرغر، وهي ديمقراطية اجتماعية، كانت تهدف إلى تحسين الوضع، فقد توقعت معارضة كبيرة من جانب شريك التحالف المحافظ حزب الشعب النمساوي على الأرجح لأن وضعها كان مشابهاً لوضع سلفها كارين غاستنغر.
علاوة على ذلك، أعلنت ماريا فيكر، الرئيسة السابقة للجنة البرلمانية للسلطة القضائية، ووزير الداخلية سابقا مرارًا وتكرارًا، معارضتها للشراكات المسجلة للمثليين جنسيا وأن القيم المحافظة ستبقى سائدة. على الرغم من هذه المعارضة، تمت الموافقة على قانون الشراكات المسجلة في ديسمبر 2009 ودخل حيز التنفيذ في عام 2010.
وتميل الأحزاب السياسية الأخرى الأكثر محافظة كحزب الشعب النمساوي وحزب الحرية النمساوي إلى معارضة حقوق المثليين.

#### السياسيون من مجتمع المثليين
من بين السياسيين المثليين والمثليات ومزدوجي التوجه الجنسي والمتحولين جنسيا في النمسا أولريك لوناتشيك، زعيمة حزب الخضر - البديل الخضر السابق ونائبة رئيس البرلمان الأوروبي. تم انتخاب لوناتشيك لعضوية المجلس الوطني في عام 1999، وبقيت عضوا حتى عام 2009. وفي عام 2009، أصبحت أول عضو مثلية الجنس علنا في البرلمان الأوروبي. تقاعدت من السياسة في عام 2017. في عام 2017، أصبح ماريو ليندنر (الحزب الديمقراطي الاجتماعي النمساوي) أول سياسي مثلي الجنس علنًا يتم انتخابه في المجلس الوطني. أعلن غيرلاد غروتز، عضو المجلس الوطني بين عامي 2008 و 2013 وزعيم حزب التحالف من أجل مستقبل النمسا بين عامي 2013 و 2015، عن كونه مثلي الجنس في عام 2013 قبيل تقاعده من السياسة في عام 2015. عضوة المجلس الاتحادي إيفا دزيدزيتش (عن حزب الخضر - البديل الخضر) وعضوة «برلمان ولاية فيينا» فايقة النجاشي (عن حزب الخضر - البديل الخضر)، مثليتان علنا. في أبريل 2019، تم انتخاب جورج دجونجا (عن الحزب الديمقراطي الاجتماعي النمساوي) كأول رئيس بلدية مثلي الجنس علنا في النمسا، في مدينة «أوبرندورف باي سالزبورغ».
في يونيو 2019، أصبحت وزيرة التربية والتعليم والعلوم والبحوث إيريس إليسا راوسكالا أول وزيرة في حكومة نمساوية تعلن عن كونها مثلية الجنس، وبأنها متزوجة من امرأة. لتصبح بذلك أول وزيرة من مجتمع المثليين علنا في حكومة نمساوية.

### الجدل
لقد جرى الكثير من التكهنات حول التوجه الجنسي ليورج هايدر، الذي تزعم حزب الحرية النمساوي اليميني في عام 1986، ثم أنشأ لاحقاً 'تحالف من أجل مستقبل النمسا' المحافظ. استمر الجدل بعد وفاة هايدر في حادث وقع في 11 أكتوبر 2008. في عام 2009، تم حظر بعض المنشورات النمساوية من خلال أمر قضائي من أجل «انتهاك حقوق الخصوصية والخصوصية للدكتور يورغ هايدر»، وبالتالي الكف عن الإدعاءات بأن يورغ كان هايدر كان إما مثلي الجنس أو مزدوج الميول الجنسية أو أنه قد كان له عشيق ذكر رغم زواجه بامرأءة، ومنع نشر أنه لم يكن مغايرا جنسيا.

### مجتمع المثليين

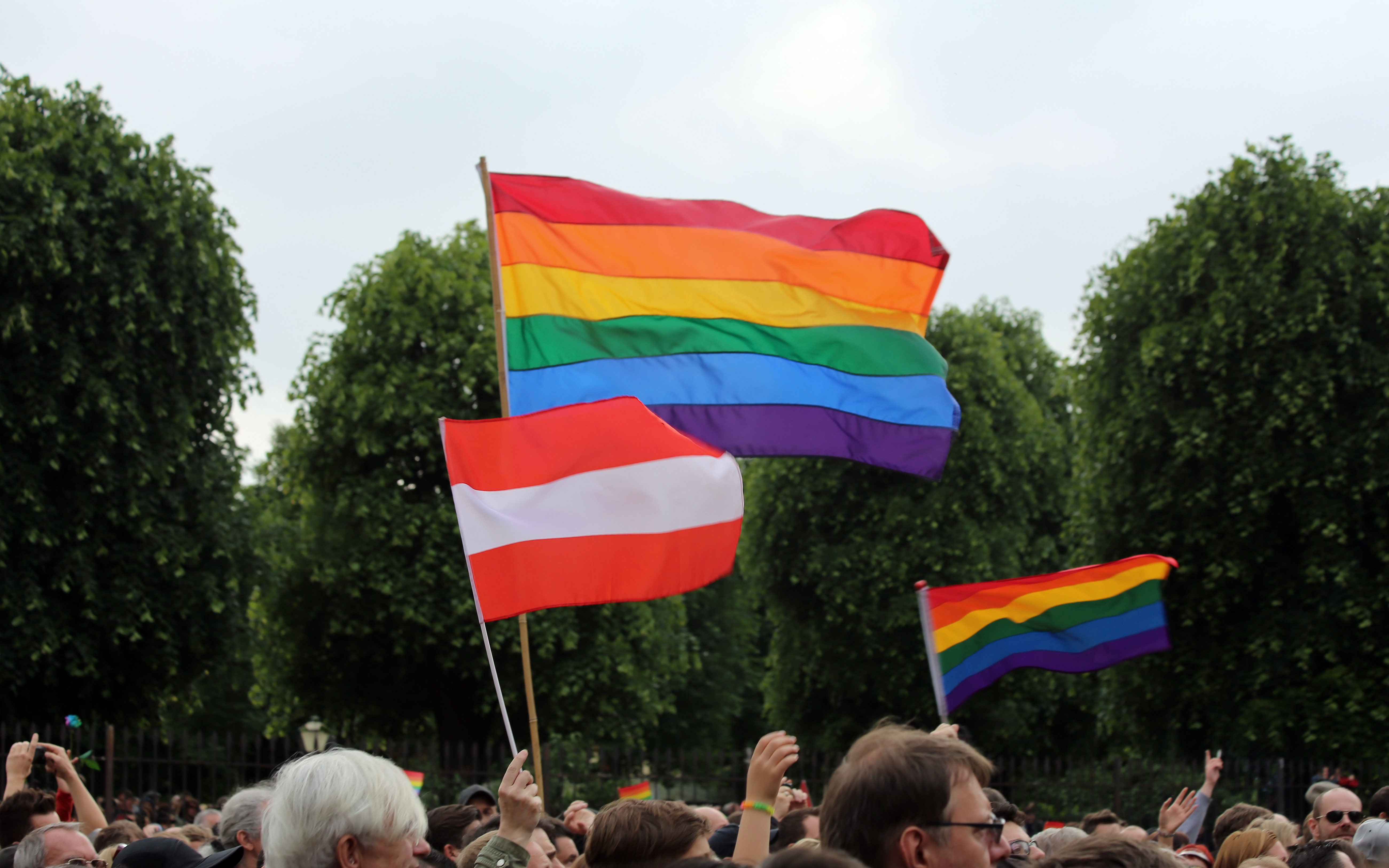
أعلام فخر المثليين ترفرف إلى جانب علم النمسا في حفل لكونشيتا وورست في عام 2014

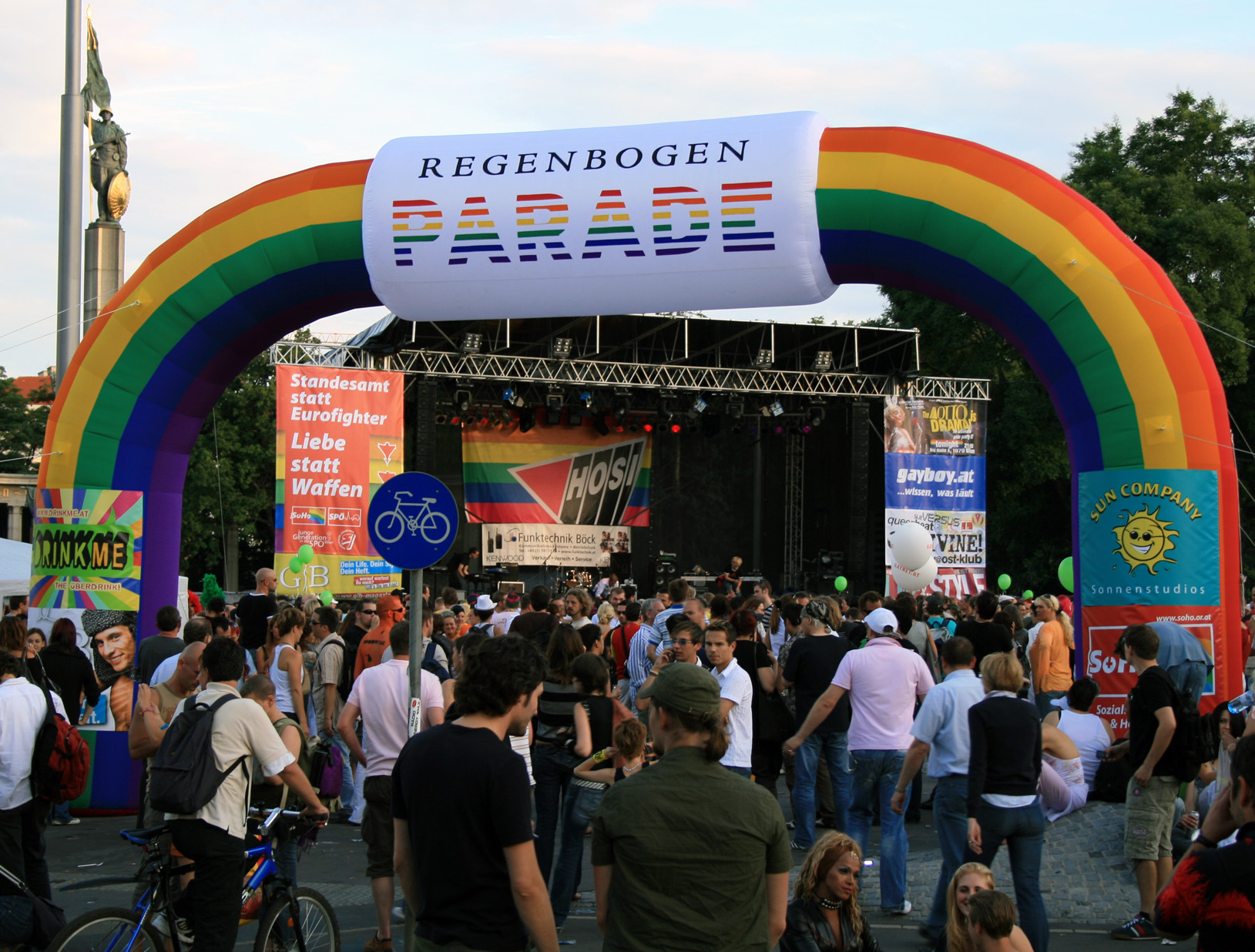
مسيرة فخر المثليين في فيينا والتي تسمى (Regenbogenparade) أي مسيرة قوس قزح، في عام 2007

إن مجتمع المثليين متطور نسبياً في جميع المدن الكبرى في البلاد مثل فيينا ولينز وإنسبروك وسالزبورغ وغراتس. يقام كل عام مسيرة فخر للمثليين في العاصمة فيينا تحمل اسم «مسيرة قوس قزح» (بالألمانية: Regenbogenparade).

### منظمات حقوق المثليين
تشمل منظمات المثليين الرئيسية هوسي فيينا (بالألمانية: HOSI Wien)، التي تأسست عام 1979 وهي أقدم وأكبر منظمة للمثليين في النمسا، ومنتدى المثليين والمثليات النمساويين (بالألمانية: Österreichisches Lesben- und Schwulenforum)، التي كانت نشطة طوال التسعينيات، وأفرو رينباو النمسا (بالإنجليزية: Afro Rainbow Austria)، أول منظمة من أجل وللمهاجرين المثليين الأفريقيين في النمسا.

## ملخص
| قانونية النشاط الجنسي المثلي                                                                  | (منذ 1971)                                                   |
| المساواة في السن القانوني للنشاط الجنسي                                                       | (منذ 2002)                                                   |
| قوانين مكافحة التمييز في التوظيف                                                              | (منذ 2004 في التوظيف، تختلف القوانين الأخرى باختلاف المنطقة) |
| قوانين مكافحة التمييز في توفير السلع والخدمات                                                 | (على المستوى الوطني منذ 2017)                                |
| قوانين مكافحة التمييز في جميع المجالات الأخرى (بما فيها التمييز الغير مباشر، خطاب الكراهية)   | Yes                                                          |
| زواج المثليين                                                                                 | (منذ 2019)                                                   |
| الاعتراف القانوني بالعلاقات المثلية                                                           | (منذ 2003)                                                   |
| تبني أحد الشركاء للطفل القانوني للشريك الآخر                                                  | (منذ 2013)                                                   |
| التبني المشترك للأزواج المثليين                                                               | (منذ 2016)                                                   |
| يسمح للمثليات والمثليين ومزدوجي التوجه الجنسي والمتحولين جنسيا بالخدمة علناً في القوات المسلحة | Yes                                                          |
| الحق بتغيير الجنس القانوني                                                                    | Yes                                                          |
| الاعتراف بالجنس الثالث                                                                        | (منذ 2018)                                                   |
| علاج التحويل محظور على القاصرين                                                               | No                                                           |
| حماية القاصرين ثنائيي الجنس من التدخلات الطبية التعسفية                                       | (منذ 2018)                                                   |
| الحصول على أطفال الأنابيب للمثليات                                                            | (منذ 2014)                                                   |
| تأجير الأرحام التجاري للأزواج المثليين من الذكور                                              | (غير قانوني لكل الأزواج بغض النظر عن التوجه الجنسي)          |
| يسمح للرجال الذين مارسوا الجنس الشرجي مع رجال بالتبرع بالدم                                   | [ 43 ]                                                       |

## وصلات خارجية
- بيرسي، ويليام - النمسا موسوعة المثلية الجنسية. نسخة محفوظة 5 ديسمبر 2014 على موقع واي باك مشين. (بالإنجليزية)
- قوس قزح النمسا (بالألمانية)

- GayInVienna (بالألمانية)

- Homosexual Initiative Vienna (بالألمانية)

- Homosexual Initiative Linz (بالألمانية)